# Jean-Nicolas Laloy
Jean-Nicolas Laloy (14 octobre 1745, Doulevant-le-Château - 25 décembre 1804, Chaumont-en-Bassigny), est un homme politique et médecin français.

## Biographie
Il était le frère de Pierre-Antoine Laloy avocat au bailliage de Chaumont en 1773. Lui-même était médecin à Chaumont. Il fut élu, le 27 mars 1789, par le bailliage de Chaumont-en-Bassigny député du tiers aux État généraux. Il appartint à la majorité réformatrice.
Après la session, il devint maire de Chaumont, et fut élu, le 5 septembre 1792, second député-suppléant de la Haute-Marne à la Convention, où il ne fut pas appelé à siéger. Il assista dans cette assemblée à l'émeute de prairial an III, et fut appelé en témoignage par Romme ; mais il répondit qu'au moment où la salle était envahie, il était allé donner ses soins à la femme de l'un des secrétaires du comité, laquelle s'était évanouie en entendant ce bruit, et qu'il n'était rentré que quand tout était fini.
Le gouvernement consulaire l'appela, le 1er ventôse an VIII, à la préfecture de l'Aube.